# 시랴오허

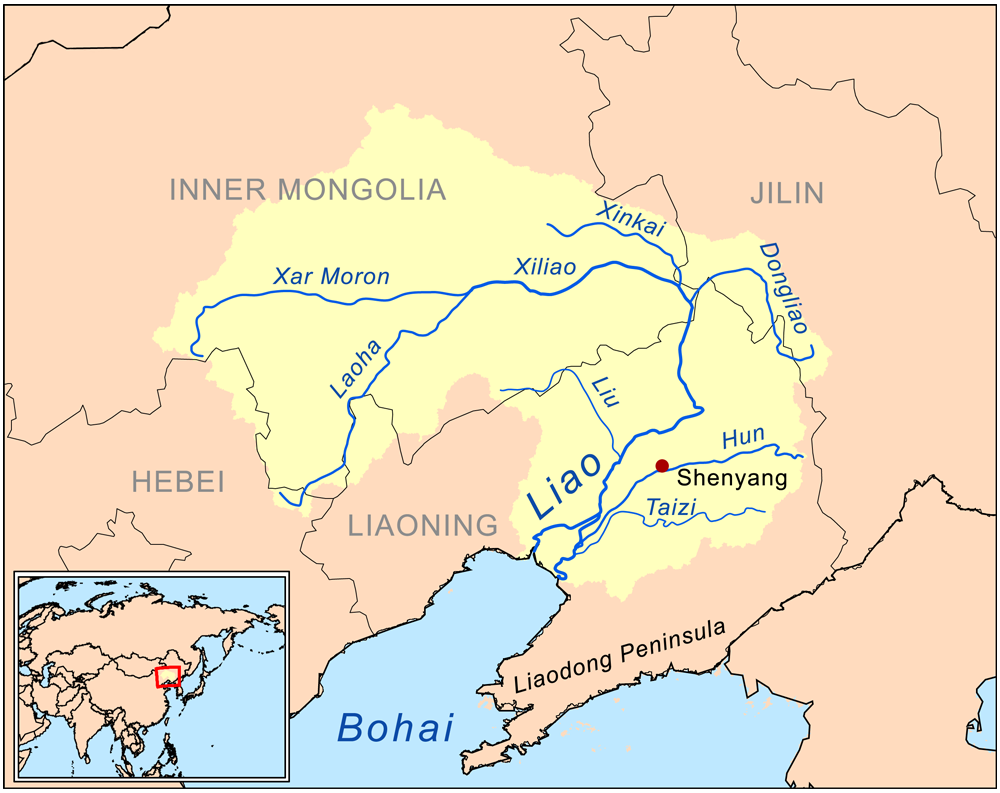
시랴오허의 위치

시랴오허(중국어: 西遼河, 서요하)는 중국 내몽골 자치구 동남부로부터 랴오닝성 북부로 흐르는 하천이다. 랴오허 수계에 속한다.
내몽골 츠펑 시에 웡뉴터 기와 나이만 기의 경계에서 랴오허의 원류인 라오하허(老哈河)와 그 북쪽을 흐르는 시라무룬허(西拉木倫河)가 합류해 시랴오허가 형성된다.
시랴오허는 츠펑 시에서 퉁랴오 시로 동쪽으로 흘러 내몽골·랴오닝·지린의 삼성이 만나는 부근에서 지린성으로부터 흘러 온 둥랴오허와 합류해 랴오허가 된다.
시랴오허 하류는 신석기시대에 홍산 문화가 번창한 지역이기도 하다.